# Synchaeta bicornis
Synchaeta bicornis är en hjuldjursart som beskrevs av Smith 1904. Synchaeta bicornis ingår i släktet Synchaeta och familjen Synchaetidae. Inga underarter finns listade i Catalogue of Life.